# 勞森 (科羅拉多州)
勞森（英語：Lawson）是位於美國科羅拉多州克利爾克里克縣的一個非建制地區。該地的面積和人口皆未知。

## 地理
勞森的座標為39°45′50″N 105°37′25″W / 39.76389°N 105.62361°W，而該地的平均海拔高度為2471米（即8107英尺）。